# Abreus
Abreus – miasto na Kubie, w prowincji Cienfuegos. Jest to stolica gminy o tej samej nazwie. Zostało ono założone w 1840 roku. Według danych z 2004 mieszka w nim 30 330 ludzi.